# D'Oranjeboom
De korenmolen d'Oranjeboom staat in Nieuwe-Tonge op Goeree-Overflakkee, in de Nederlandse provincie Zuid-Holland. De molen is in 1768 gebouwd op de plaats waar eerder een standerdmolen stond. Sinds 1988 is d'Oranjeboom eigendom van de Molenstichting Goeree-Overflakkee, die de molen heeft laten restaureren. Op het moment is de molen weer draaivaardig. D'Oranjeboom is te bezichtigen op zaterdagen van 10.00 tot 16.00 uur. Opvallend aan de molen is de bont geschilderde gedenksteen boven de deur aan de westkant.

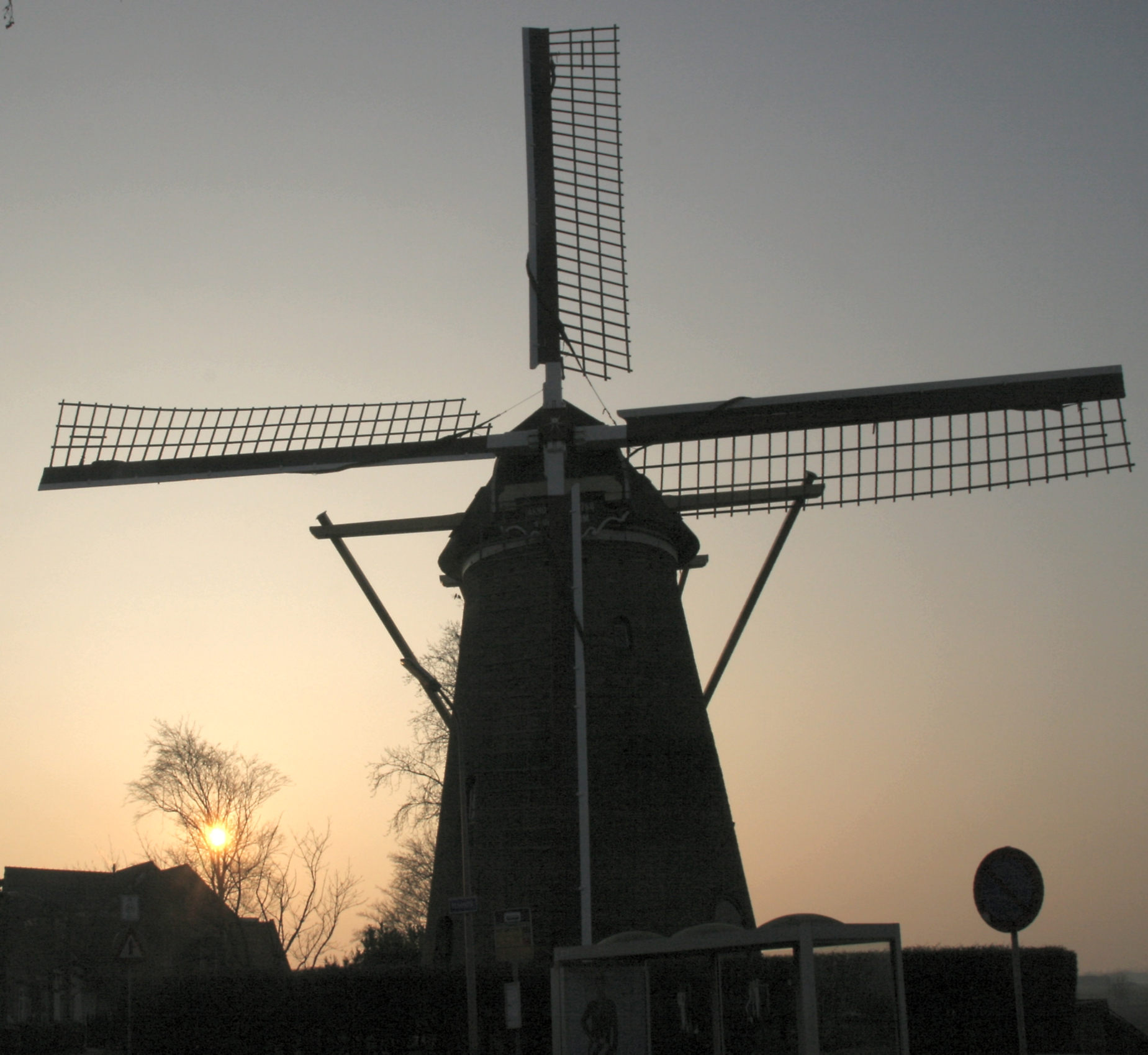
Tegenlichtopname
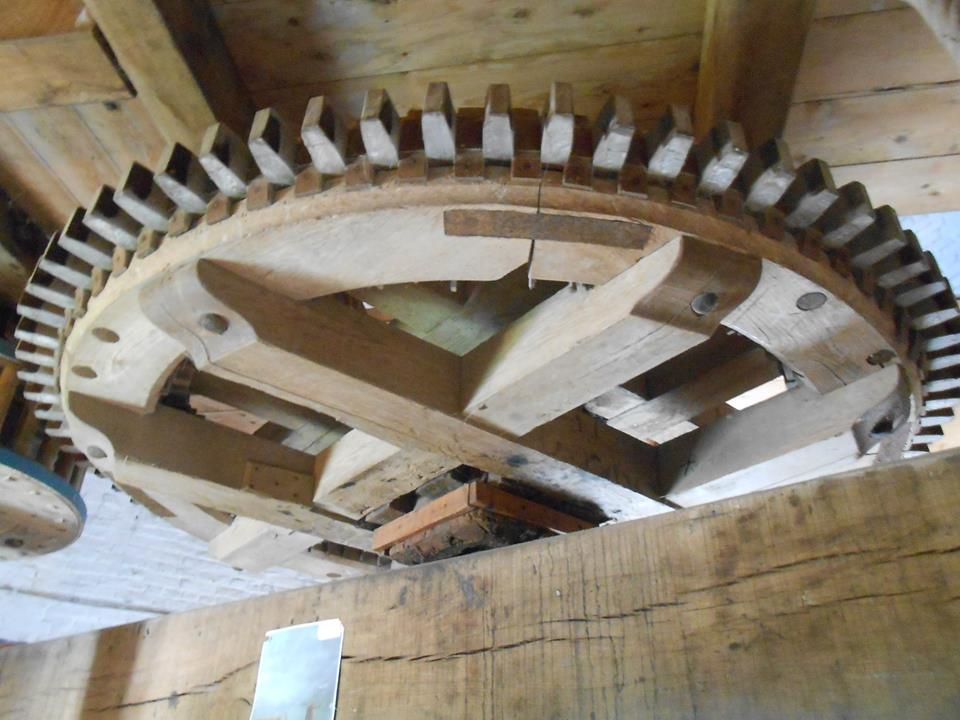
Het spoorwiel
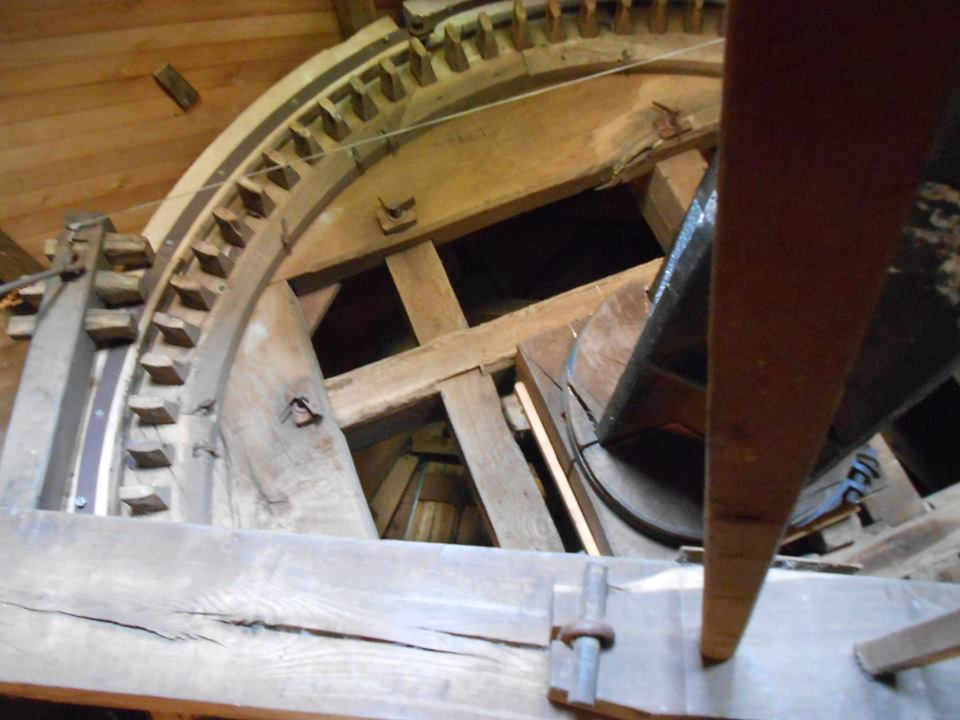
Het bovenwiel met links de pal

De Bommelaer ·
De Dankbaarheid ·
De Eendracht ·
De Hoop ·
De Korenbloem ·
d'Oranjeboom ·
De Korenaar ·
Korenlust ·
De Korenbloem ·
Windlust ·
Windvang ·
De Zwaan

Molenstichting Goeree-Overflakkee